# فرنسوا مورياك

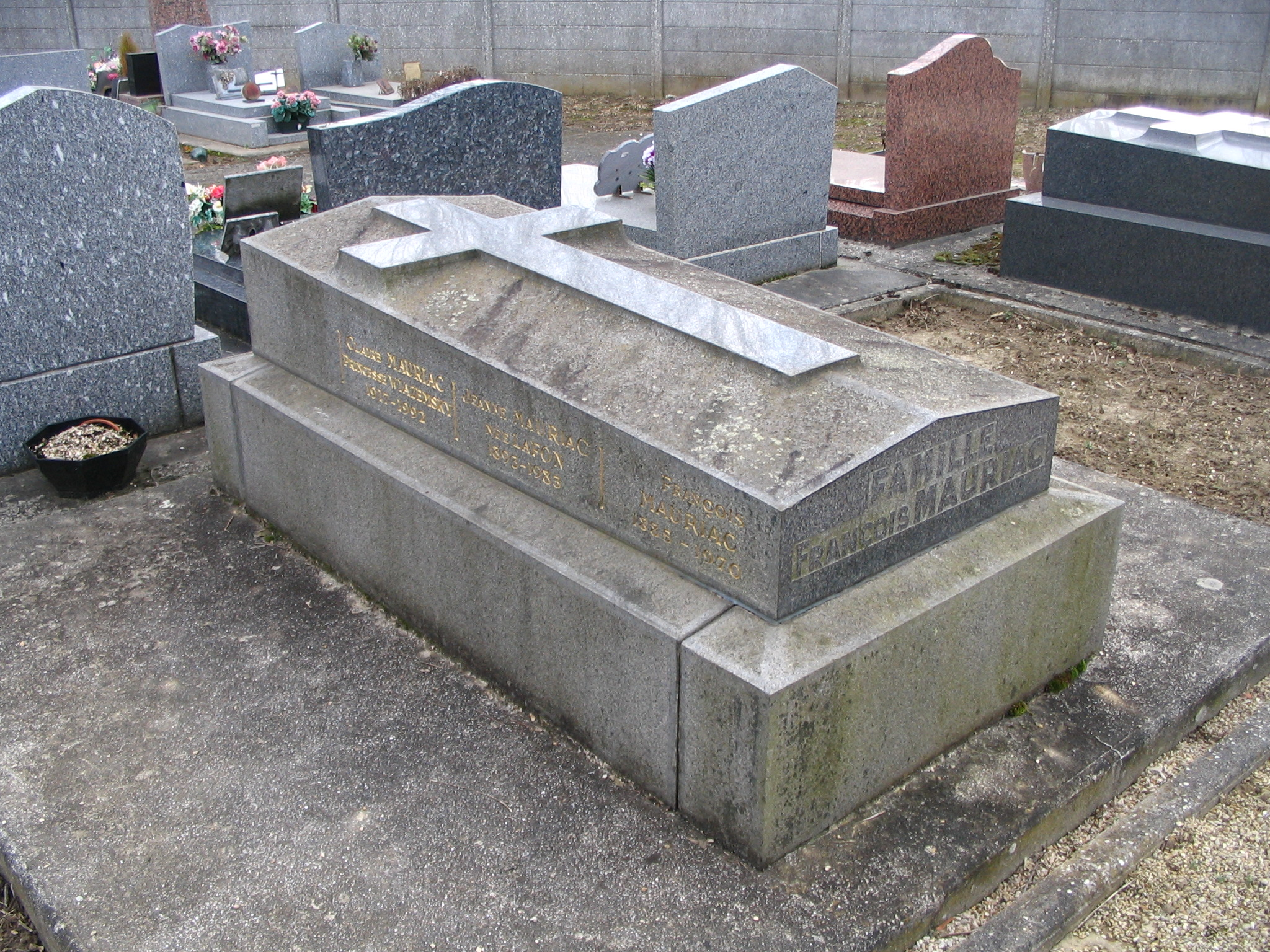
قبره في فيمار.

فرنسوا مورياك (بالفرنسية: François Mauriac) كاتب فرنسي ولد في بوردو في 11 أكتوبر 1885 وتوفي في الأول من سبتمبر 1970. له قرابة 30 مؤلف وعدة مسرجيات. فاز بجائزة نوبل للآداب سنة 1952. عمل كصحافي ودعا إلى استقلال المغرب والجزائر. تأثر بتيار المسيحية الاجتماعية.

## نبذة عن حياته
وُلِد شارل فرانسوا مورياك في 11 أكتوبر 1885 في المنزل العائلي الكائن في رقم 86، شارع باس-سان-جورج في بوردو. كان الأصغر بين إخوته الذين ضمتهم العائلة، وهم أخت كبرى تُدعى جيرمان (1878-1974)، وثلاثة إخوة: ريمون (1880-1960)، جان (1881-1945)، وبيير (1882-1963).
كان والده، جان-بول مورياك (المولود في 22 مايو 1850 في سان-بيير-دورياك)، تاجر خشب مخصص لصناعة البراميل، ومصرفيًا ومالكًا للأراضي في منطقة لاند دو غاسكوني، وكان مولعًا بالأدب، لكن بصفته الابن الأكبر، وُجّه نحو الأعمال التجارية. وقد تزوج في بوردو، بتاريخ 14 يناير 1878، من مارغريت ماري كلير كوافار (المولودة في 14 نوفمبر 1853 في بوردو)، وريثة لعائلة بورجوازية تجارية من بوردو. تُوفي والده مبكرًا في 11 يونيو 1887 في بوردو عن عمر 37 عامًا، نتيجو مرض في الدماغ. أما والدته مارغريت مورياك فتوفيت في 24 يونيو 1929 في بلدة لانتون.
بعد أن تُوفي والده وهو في العشرين من عمره، عاش فرانسوا مورياك طفولته محاطًا بعناية كبيرة من والدته الكاثوليكية المتدينة – التي كان ابنها المُفضل والذي كان يُدير جميع شؤون العائلة – ومن جدته إيرما كوافار، وتحت وصاية عمه لويس مورياك، القاضي (وهو الشقيق الأصغر الوحيد لوالده). وبما أنه لم يعرف والده، فقد فسّر لاحقًا توجهاته العلمانية والجمهورية العميقة كنوع من التوازن المضاد للتدين الصارم الذي تمثله والدته.
تعلم فرانسوا مورياك القراءة والكتابة في شارع ميراي، لدى الأخت أدريان، برفقة مارسيال-بيشُو، صديقه الأقدم في بوردو. بدأ دراسته الابتدائية والثانوية سنة 1892 لدى مدرسة مارينية تابعة لمؤسسة سان-ماري غراند-لوبران في كوديران، حيث التقى صديق عمره أندريه لاكاز. وبالإضافة إلى المساكن المتعددة التي شغلتها العائلة في بوردو، فإن مراهقته تميّزت بعدة أماكن في منطقة جيروند، وكلها أثرت بعمق في أعماله الأدبية: غراديغنان، حيث كانت تملك جدته إيرما قصر "شاتو-لانج"، وغابات لاند دو غاسكوني حول لانغون، وفيرديليه، وخاصة الصيف في سان-سيمفوريان، وهي كلها بلدات تهيمن عليها البرجوازية المرتبطة بصناعة النبيذ أو الثروة الناتجة عن استغلال الغابات، في جو ثقيل بالأسرار المكبوتة التي سينقلها في معظم رواياته.
بعد أن كتب في طفولته نصوصًا وقصائد قصيرة، ألّف في سن الثالثة عشرة أول عمل أدبي حقيقي له، وهو ميلودراما شبابية بعنوان "اذهب بعيدًا!"، أهداها إلى شقيقته جيرمان. شكلت وفاة جدته إيرما في 1902 صدمة عميقة له كمراهق. إذ لاحظ خلالها مدى نفاق عائلته المتدينة والبرجوازية، وهم يتقاسمون الإرث بجوار سرير جدته المحتضرة.
رسب فرانسوا مورياك في الجزء الثاني من شهادة البكالوريا في الفلسفة واضطر إلى إعادة السنة، مفضلًا قضاء عام آخر في ثانوية بوردو العمومية. وهناك، تلقى الدروس من مارسيل دروين، صهر الكاتب أندريه جيد، الذي جعله يكتشف نصوص بول كلوديل، فرانسيس جام، هنري دو رينييه، آرثر رامبو، شارل بودلير، كوليت وأندريه جيد (وخاصة "اللا أخلاقي" و"الأغذية الأرضية" اللذين أثرا عليه كثيرًا)، وهي كلها نصوص كانت ممنوعة في منزله وفي المدرسة الدينية، ما ساعده على بناء مكتبته الأدبية الخاصة. كما اكتشف في تلك الفترة أيضًا نصوص وأفكار موريس باريس، التي تركت بصمتها على شبابه.
بعد حصوله على البكالوريا في يوليو 1904، درس الأدب في كلية بوردو تحت إشراف فورتيونات ستروفسكي. وخلال دراسته، كان زميلًا لجان دو لا فيل دو ميرمونت، وتوطدت صداقته مع أندريه لافون. في تلك الفترة، كان لا يزال يعيش مع أسرته في عدة شقق ومنازل ببوردو، من بينها الشقة في رقم 15، شارع رولان، من 1903 إلى 1907، وكان منذ 1905 يتردد على دوائر "سِيُّون" في بوردو، وهو حركة كاثوليكية ذات توجه عمالي أسسها مارك سانينييه، شعر فيها بقرب فكري، لكنها لم ترضِه، فابتعد عنها نهائيًا في يونيو 1907.
أرسلته عائلته إلى باريس بمنحة سنوية تبلغ 10 آلاف فرنك، حيث استقر هناك ابتداءً من 16 سبتمبر 1907، أولًا في سكن طلابي يديره الإخوة الماريست في رقم 104 بشارع فوجيرار، حيث أقام عامًا قبل أن يُطرد، ثم أقام لبضعة أشهر في فندق "لإسبيرانس" المجاور، قبل أن ينتقل عام 1909 للسكن وحده في الطابق الخامس من مبنى في رقم 45 بشارع فانو، وذلك ليُحضّر لدخول مدرسة "شارت"، لكنه سرعان ما تخلى عنها، وكتب لاحقًا عن تلك التجربة قائلًا إنها تناسبه "كما تناسب مهنة الحلاق لسرطان البحر". منذ ذلك الحين، تفرغ كليًا للكتابة، وبدأ ينشر قصائده على نفقته الخاصة في "مجلة الزمن الحاضر".

## سنوات 1910 و1920
نشر أول مجموعة شعرية له بعنوان الأيادي المضمومة سنة 1909. ورغم أن هذه المجموعة أثارت اهتمام الأوساط الأدبية، خاصة منذ سنة 1910 حين نال إعجاب موريس باريس الذي كان يكنّ له إعجابًا كبيرًا، إلا أن مورياك لم يحظَ بشهرة واسعة لدى الجمهور إلا بعد عقد من الزمان.
تزوج فرانسوا مورياك يوم 2 يونيو 1913 في تالانس من جين لافون (ولدت في وهران يوم 2 أكتوبر 1893 وتوفيت في الدائرة الثامنة بباريس يوم 21 أبريل 1983)، والتي تعرف عليها في منزل صديقتهما المشتركة جان ألمان، الكاتبة التي تنشر تحت اسم مستعار ذكوري "جان بالدي". جين لافون هي ابنة مارك لافون (1857-1919)، خريج البوليتكنيك ومفتش المالية، وكان آنذاك أمين الخزانة العام لإقليم جيروند، وليوني بوشار (1862-1963). وهي حفيدة ليون بوشار (1830-1904)، أول رئيس لمحكمة الحسابات وعمدة فيمارس، وابنة أخت المؤرخ غوستاف فانييز (1842-1927). ومن خلال عائلة بوشار التي استقرت في فيمارس لعدة أجيال، ورث فرانسوا مورياك قصر "شاتو دو لا موت" شمال باريس، حيث أقام كثيرًا خلال الاحتلال الألماني وفي أواخر حياته.
استقر الزوجان الشابان في باريس، حيث عاشا من 1913 إلى 1930 في رقم 89 شارع لا بومب، ثم في رقم 38 شارع ثيوفيل-غوتييه حتى وفاة مورياك سنة 1970. وأنجبا أربعة أبناء: كلود مورياك (ولد عام 1914)، ثم كلير مورياك، لوس مورياك، وجان مورياك، في أعوام 1917 و1919 و1924 على التوالي.
توقفت مسيرة مورياك الأدبية بسبب الحرب العالمية الأولى، حيث تطوع لبعض الوقت، رغم إعفائه الصحي، في مستشفى تابع للصليب الأحمر في سالونيك. وبعد نهاية الحرب عام 1918، استأنف نشاطه الأدبي ونشر سنة 1921 كتاب الأسبقيات، الذي جعله على خلاف مع المجتمع الراقي في بوردو، ثم نشر في 1922 رواية قبلة الأبرص.

## النجاح الأدبي
في حياته، التي تميزت أولًا بالأنشطة الأدبية والاجتماعية (حيث كان شابًا يرتاد الصالونات الأدبية، خاصة صالون ناتالي كليفورد بارني وصالون الكونتيسة آنا دو نوي)، ثم بالمواقف السياسية التي استلهمت من مثله المسيحية الاجتماعية (إذ انخرط في حركة سِيُّون لمارك سانينييه ووقف ضد العمل الفرنسي)، كان فرانسوا مورياك قبل كل شيء مشغولًا بكتابة أعمال روائية، عُرف فيها بتحليله العميق لأهواء النفوس وبانتقاده اللاذع للبرجوازية الإقليمية (جينيتركس، صحراء الحب، تيريز ديكسيرو، عقدة الأفاعي، لغز فرونتيناك). وغالبًا ما تدور رواياته حول الصراع بين الإيمان والرغبات الجسدية، وتُبرز عدة رموز متكررة مثل "الصحراء" الروحية التي يجتازها أبطاله.
جودة رواياته وشعره جعلته يُنتخب في الأكاديمية الفرنسية بشكل ساحق في 1 يونيو 1933 من الدورة الأولى، حيث حصل على 28 صوتًا و3 أوراق بيضاء من أصل 31 مصوتًا، متفوقًا على إدمون سيه. ومع ذلك، حين أُقيم له حفل الاستقبال الرسمي يوم 16 نوفمبر 1933، اضطر لتحمّل خطاب غير مجامل من أندريه شومايكس.

## كاتب ملتزم
بينما واصل أعماله الأدبية (نهاية الليل، الجزء الأول من تتمة تيريز ديكسيرو، الملائكة السوداء)، شارك في معارك سياسية جديدة، خاصة أثناء الحرب الأهلية الإسبانية. فمع أنه أبدى في البداية تعاطفًا مع التمرد الوطني، إلا أنه أدان مذابح باداخوس في أغسطس 1936. وأكد قصف مدينة غيرنيكا في أبريل 1937 تحوله الكامل نحو دعم الجمهوريين الإسبان، وهو ما عبّر عنه في مقالاته في جريدتي لو فيغارو والزمن الحاضر، كما دعم اليسار المسيحي في مجلتي إسبرت وسبت. وقد سبّب هذا الموقف أول قطيعة سياسية له، إذ أهدى له روبرت برازياك كتابه عن الحرب الإسبانية مع عبارة "إلى ف.م. التائه".
تجلّت التضامنية الكاثوليكية لدى مورياك تجاه إسبانيا وبلاد الباسك كما في فرنسا: ففي 8 مايو 1937، وقّع مع جاك ماريتان، غابرييل مارسيل، ستانيسلاس فوماي وجاك مادول بيانًا بعنوان "من أجل شعب الباسك". ورأى مورياك في بلاد الباسك مثالًا اجتماعيًا يحتذى به، إذ أعجب بـ"النقابية الكاثوليكية" هناك، التي كانت آنذاك حركة كاثوليكية ذات طابع اجتماعي وهوياتي معًا.
فيما يخص إسبانيا، كانت المسألة ترتبط أولًا بوضع إقليم بلاد الباسك.

### خلال الاحتلال الألماني
خلال الاحتلال النازي، وبعد تردد أمام مشروع الثورة الوطنية الذي أطلقه المارشال بيتان، نشر عام 1941 روايته الفرّيسية، والتي اعتُبرت ضمنًا نقدًا لنظام فيشي، مما جعله يُوصف من قبل أنصار النظام الجديد بأنه "عامل تقويض" للضمير الفرنسي. وداخل الأكاديمية الفرنسية، كان ضمن مجموعة صغيرة معارضة للفصيل الموالي لفيشي، ضمت إلى جانبه جورج دوهاميل (الذي أصبح الأمين الدائم المؤقت في 1942)، لويس جيله وبول فاليري.
انضم مورياك إلى "الجبهة الوطنية للكتّاب"، وشارك في المقاومة من خلال الصحافة السرية، خاصة في صحيفة الرسائل الفرنسية. كما نشر عام 1943، لدى منشورات مينوي السرية، تحت اسم مستعار "فوريه"، كتاب الدفتر الأسود، الذي جرى تداوله سرًا.

### في مرحلة التطهير بعد التحرير
أثناء تطهير البلاد بعد التحرير، دافع مورياك عن الكاتب هنري بيرو المتهم بالتعاون، ووقّع على عريضة للكتّاب تطالب بالعفو عن روبرت برازياك، الذي أُعدم رغم العريضة. وقد أكسبه هذا التدخل لقب "القديس فرنسيس الأسيزي الجديد".
لكنه ما لبث أن قطع علاقته مع اللجنة الوطنية للكتّاب بسبب توجهها الشيوعي، وانضم إلى مجلة دفاتر المائدة المستديرة، حيث برز فيها كتّاب شباب سيُعرفون لاحقًا باسم "الفرسان الصغار".
من 1946 إلى 1953، كان كاتبًا افتتاحيًا في لو فيغارو، واشتهر بمناهضته الحادة للشيوعية في سياق الحرب الباردة.

### في الصحافة والنقد
عند صدور العدد الأول من الفيغارو الأدبي سنة 1946، تصدرت الصفحة الأولى مقالة له عن مارسيل بروست. وقد تعرض لهجوم شديد في مجلة كتابات باريس اليمينية المتطرفة، من قبل جان ميز (تحت اسم مستعار "أوريون")، الذي أدرجه في "قاموس الانتهازيين الجديد".
كان أيضًا عضوًا في مجلس إدارة شركة فيغارو، منذ تأسيسها سنة 1950، تزامنًا مع توسع الصحيفة خلال الخمسينيات، حيث تولّت الصحيفة مواقف متباينة حول حرب الهند الصينية، التي كتب مورياك ضدها مقالات ناقدة، متهماً السلطة المسيحية الديمقراطية بأنها لا تجرّ سوى "الخراب" و"التحلل" و"الأنقاض"، خاصة في سياستها الاستعمارية. وقد عهدت الصحيفة لابنه كلود مورياك بزاوية أسبوعية لنقد السينما في بداية الخمسينيات.
كما كان مورياك عضوًا في لجنة دعم الاتحاد الفرنسي ضد السلاح النووي.

### مواقفه من قضايا المغرب والجزائر
حين نُفي السلطان محمد الخامس من المغرب إلى كورسيكا، قبل ترحيله إلى مدغشقر في 5 فبراير 1953، عبّر مورياك عن استيائه في لو فيغارو عبر مقالات نال بسببها رسائل شتم، مما دفعه بعد أربعة أشهر إلى الانضمام إلى لإكسبريس، حيث أصبح مقرّبًا من ليون جورج-بيكو، وسيمون نورا، وبيار فيانسون-بونتي (القادم من وكالة الصحافة الفرنسية)، وجان دانييل.
كان مورياك يعتقد أن الجنرال ديغول سيكون "أسيرًا للعسكر" عند عودته إلى الحكم في 1958، وهو ما دفع لإكسبريس إلى اتخاذ خط معادٍ لديغول أزعجه. وحين زار ديغول بوردو، فضل مورياك ألا يلتقيه لأن الصحيفة كانت "عدائية تجاهه"، ثم استقال من لإكسبريس لكنه احتفظ بزاويته "المذكرة".
عندما حاول بيار بريسون إعادة إحياء الفيغارو الأدبي في بداية الستينيات، طلب مشورته لاختيار رئيس تحرير جديد، فرشّح له مورياك ميشيل دروا، الذي كان رئيس تحرير الأخبار التلفزيونية في هيئة الإذاعة والتلفزيون الفرنسية، ومعروفًا بميوله الديغولية.
في يناير 1961، أعلن مورياك عن نيته سحب زاويته من لإكسبريس، مما فجّر موجة رسائل من القراء، ثم حسم قراره بعد ثلاثة أشهر حين وصف جان-جاك سيرفان-شرايبر الجنرال ديغول بـ"الحقير".

## حصوله على جائزة نوبل
في سنة 1952، التي نُشر فيها روايته غاليغاي، حصل فرانسوا مورياك على جائزة نوبل للأدب "لما تميز به من عمق روحي وكثافة فنية في معالجة مأساة الحياة الإنسانية". وقد انتشرت شائعات منذ أكتوبر عن احتمال تقاسم الجائزة مع غراهام غرين، وكان مستعدًا للتنازل عنها إذا حصل ذلك. وقد أبلغه ابنه جان مورياك، الصحفي في وكالة الصحافة الفرنسية، والذي كان يرافق ديغول، بهذه الشائعات.
عند ذهابه لاستلام الجائزة في 9 ديسمبر، استقبله دبلوماسي فرنسي في السويد ليخبره بأحداث الشغب التي وقعت في 7 و8 ديسمبر 1952 في الدار البيضاء، مما صدمه، خاصة بعد أن كان قد التقى ليبراليين مغاربة مثل روبرت بارا، الذي دعاه مع باتريس بلاك-بيلير لحضور الحج السنوي لطلبة باريس إلى شارتر، حيث استُقبل بحفاوة من الطلبة المغاربة، بينهم المستقبليان أحمد العلوي و الطيب بنهيمة، وذلك بفضل افتتاحيته في 13 يناير 1953 في لو فيغارو التي ندد فيها بالأوضاع في المغرب.

## مواقفه السياسية في نهاية مسيرته
ورغم أنه كان غائبًا في البداية عن النقاش حول حرب الهند الصينية (وقد عاتبه فيركور على صمته)، فقد عبّر لاحقًا عن موقف معارض لهذه الحرب في لو فيغارو، مهاجمًا السياسة الاستعمارية، قبل أن يدعم استقلال المغرب وتونس، ثم الجزائر، ويدين استعمال التعذيب من قبل الجيش الفرنسي (في كتابه محاكاة جلادي يسوع المسيح). كما ترأس لجنة دعم المسيحيين في الاتحاد السوفييتي.
عبّر عن آرائه خصوصًا في زاويته المذكرة التي نُشرت بداية في دفاتر المائدة المستديرة، ثم في لو فيغارو، ثم في لإكسبريس من 1955، قبل أن تعود إلى لو فيغارو عام 1961 وتستمر فيها حتى النهاية.
دعم مورياك فترةً قصيرة بيار منديس فرانس خلال الجمهورية الرابعة، لكن انقلاب الجنرالات في الجزائر دفعه إلى الاصطفاف بوفاء تام إلى جانب الجنرال ديغول في ظل الجمهورية الخامسة. وفي الستينيات، نشر تتمة مذكراته الداخلية (1959) بكتاب مذكرات داخلية جديدة (1965)، كما نشر مذكراته السياسية (1967) وسيرة مديحية عن ديغول بعنوان ديغول (1964)، ظلّ فيها مخلصًا له حتى النهاية.
أما آخر رواياته مراهق من زمان مضى فقد حظيت بترحيب نقدي كبير عام 1969. وقد ترك تتمة لها بعنوان مالتافيرن، لكنها بقيت غير مكتملة ونُشرت بعد وفاته سنة 1972.

## وفاته والتكريمات
توفي فرانسوا مورياك في 1 سبتمبر 1970 في منزله الكائن في رقم 38، شارع ثيوفيل-غوتييه، بالدائرة 16 في باريس. وأقيمت جنازته يوم 5 سبتمبر في كاتدرائية نوتردام بباريس، بحضور عائلته، والرئيس جورج بومبيدو، ورئيس الوزراء جاك شابان-دلماس، وأندريه مالرو. ودُفن بعدها في مقبرة فيمارس (فال دواز).
نُشرت أعماله الكاملة في 12 مجلدًا بين 1950 و1956 لدى دار فَيَّار. كما نُشرت جميع رواياته ومسرحياته في سلسلة مكتبة البلياد في أربعة مجلدات بين 1978 و1985، تلتها سنة 1990 طبعة لأعماله السيرية.
وأصبح اثنان من أبنائه، كلود وجان مورياك، وكذا حفيدته آن ويازيمسكي، كتّابًا بدورهم. أما ابنته لوس مورياك، فقد نشرت رواية في 2008.

## أعمال ترجمت للعربية
- صحراء الحب
- والدة
- عقدة الأفاعي
- قبلة الأبرص لحم ودم

## أهم أعمال له
- La Vie de Jésus, 1935

### روايات
- La Robe prétexte, 1914
- Le Baiser aux lépreux, 1922
- Genitrix, 1923
- Thérèse Desqueyroux, 1927 تيريز ديكيرو (رواية)
- Ce qui était perdu, 1930
- Le Nœud de vipères, 1932
- Commencements d'une vie, 1932
- Le Mystère Frontenac, 1933
- La Fin de la nuit, 1935
- La Pharisienne, 1941
- Le Cahier noir, 1943
- Le Sagouin, 1951
- L'Agneau, 1954
- Un adolescent d'autrefois, 1969
- Mémoires intérieurs, 1985
- Nouveaux mémoires intérieurs

### سيرة ذاتة
- ]]Commencements d'une vie 1932

### مسرحيات
- Asmodée, 1938
- Les Mal Aimés, 1945
- Passage du malin, 1948
- Le Feu sur terre, 1951

## روابط خارجية
- فرنسوا مورياك على موقع IMDb (الإنجليزية)
- فرنسوا مورياك على موقع الموسوعة البريطانية (الإنجليزية)
- فرنسوا مورياك على موقع مونزينجر (الألمانية)
- فرنسوا مورياك على موقع ألو سيني (الفرنسية)
- فرنسوا مورياك على موقع ميوزك برينز (الإنجليزية)
- فرنسوا مورياك على موقع أول موفي (الإنجليزية)
- فرنسوا مورياك على موقع قاعدة بيانات الأفلام السويدية (السويدية)
- فرنسوا مورياك على موقع إن إن دي بي (الإنجليزية)
- فرنسوا مورياك على موقع ديسكوغز (الإنجليزية)
- فرنسوا مورياك على موقع قاعدة بيانات الفيلم (الإنجليزية)